# Pietra Quaglietto
Pietra Quaglietto (o Pietra Quaedri) è uno scoglio roccioso, situato a breve distanza dalla costa occidentale dell'isola di Vulcano, nell'arcipelago delle Eolie.
Sullo scoglio, inaccessibile e disabitato, è presente il geco verrucoso (Hemidactylus turcicus), mentre non è sicura la presenza della lucertola campestre (Podarcis sicula). Inoltre, per quanto riguarda gli uccelli che frequentano lo scoglio, si annoverano tra gli altri la berta maggiore (Calonectris diomedea) e la berta minore (Puffinus yelkouan). In effetti il nome stesso dello scoglio fa riferimento ai due volatili, poiché esso deriva dalla forma dialettale Petra 'i quajetri, che significa appunto "Pietra delle berte".